# Edu365
Edu365 és un portal educatiu del Departament d'Educació de la Generalitat de Catalunya, orientat i desenvolupat específicament per a l'alumnat i les seves famílies, que es basa en les infraestructures i serveis de la Xarxa Telemàtica Educativa de Catalunya (XTEC). El portal proporciona al professorat un conjunt de recursos i serveis que el poden ajudar en el desenvolupament de la tasca educativa segons matèries i etapes, així com eines als alumnes per fer pràctiques, resoldre dubtes o usar pàgines webs.
La imatge que representa l'Edu365 és una òliba comuna. Es va escollir aquest animal perquè una deessa grega, Atena, que és el símbol de la intel·ligència i la saviesa, sovint apareix representada per aquest ocell.